# Solomón Lozovski
Solomón Abrámovich Lozovski (en ruso: Соломон Абрамович Лозовский, nombre de nacimiento: Dridzo en ruso: Дридзо, 1878–12 de agosto de 1952) fue un prominente revolucionario bolchevique, un alto oficial en varias posiciones en el gobierno soviético, incluyendo, entre otras: miembro del Presidium del Comité Ejecutivo Central Panruso, miembro del Comité Central del Partido Comunista de la Unión Soviética, diputado del Soviet Supremo de la URSS, comisario del pueblo diputado para los asuntos extranjeros y jefe del Gabinete de Información Sovíetico (Sovinformburó). Fue también presidente del departamento de Relaciones Internacionales de la Escuela Superior del Partido.
Nacido en 1878 en Ucrania en el seno de una familia de judíos rusos (probablemente de ascendencia sefardí), se unió al Partido Obrero Socialdemócrata de Rusia en 1901, y, como era común para los miembros de los movimientos clandestinos de la época, adoptó un pseudónimo, Lozovski (por la ciudad Lozovaya, cerca de Járkov, en Ucrania). Fue expulsado dos veces del partido bolchevique (en 1914 y en 1917-1918), pero readmitido. Su segunda expulsión fue motivada por su apoyo a los sindicatos independientes tras la revolución de octubre.
Lozovski fue Secretario General del Sindicato Rojo Internacional (Profintern) (1921–1937). En mayo de 1939, Lozovski fue nombrado (juntamente con dos más) comisario del pueblo diputado para los asuntos extranjeros de la Unión Soviética bajo el mando de Viacheslav Mólotov, ocupándose del Lejano Oriente y Escandinavia. Durante la Segunda Guerra Mundial fue vicepresidente del Sovinformburó, debiendo suministrar la información de los frentes de batalla soviéticos a la prensa extranjera. En 1941, al decirle los reporteros extranjeros que los soldados alemanes ya podían ver Moscú con sus prismáticos, Lozovski replicó: "los alemanes verían sin duda Moscú, pero como prisioneros de guerra." Fue así mismo miembro del Comité Judío Antifascista, organizado como parte del Sovinformburó, que intentaba influir en la opinión pública internacional y organizar apoyo material y político para la campaña bélica, específicamente entre los judíos de los países aliados. De 1945 a 1948 fue presidente de Sovinformburó.
Fue arrestado (a los setenta años) y torturado durante la campaña antisemita de finales de la década de 1940 y principios de la de 1950. A pesar de la increíble presión, Lozovski jamás admitió su culpabilidad ni acusó a otra gente. El juicio cerrado duró dos meses y medio. Esperó durante un mes más a que lo ejecutaran el 12 de agosto de 1952 junto a otros trece miembros del Comité Judío Antifascista, un acontecimiento conocido como La Noche de los Poetas Asesinados. 
Tras la liberación de los documentos del juicio se reveló que Nikita Jruschov publicó un perdón póstumo para Lozovski y los demás ejecutados del Comité Judío Antifascista afirmando que los juicios fueron "flagrantes violaciones de la ley".